# Myckle
Myckle is een plaats in de gemeente Skellefteå in het landschap Västerbotten en de provincie Västerbottens län in Zweden. De plaats heeft 343 inwoners (2005) en een oppervlakte van 70 hectare. De plaats ligt aan de rivier de Skellefte älven, circa vijf kilometer ten westen van het stadscentrum van Skellefteå.